# Hépatopancréas
L'hépatopancréas est un organe de l'appareil digestif des mollusques des arthropodes et des poissons. Il assure chez ces animaux les fonctions qui sont assurées séparément chez les mammifères par le foie et le pancréas.

## Fonction et constitution

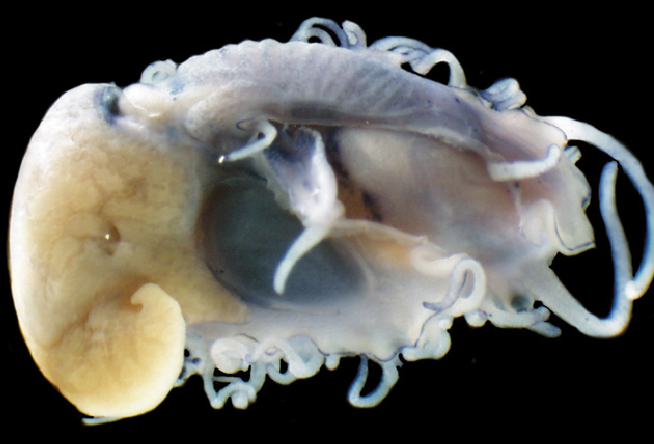
Hépatopancréas (Structure jaunâtre à gauche) d'un jeune mollusque marin de l’espèce Haliotis asinina

L’hépatopancréas, qui constitue chez plusieurs invertébrés une glande du mésentère, assure à la fois la synthèse d’enzyme digestives et l 'assimilation et le stockage de nutriments. Chez diverses espèces de poissons telles les carpes, l’hépatopancréas se forme au cours du stade larvaire par migration de tissus pancréatiques dans le foie, où ils s'agglutinent pour constituer un sous-organe ; mais chez d'autres espèces de poissons, on trouvera un pancréas distinct du foie. L’îlot de Langerhans, qui chez les oiseaux et mammifères est formé de cellules pancréatiques exocrines logées dans une glande endocrine, et qui synthétise les hormones insuline et glucagon, prend chez la plupart des poissons osseux la forme de « corps de Brockmann. »
Chez quelques espèces d'arthropodes, l’hépatopancréas intervient dans la bioaccumulation de polluants comme les métaux lourds et les HAP : cela n'est pas sans conséquences sur toute la chaîne alimentaire. L'hépatopancreas des crabes, homards et autres crustacés, dont la consistance ne diffère guère du tissu adipeux, constitue une garniture appréciée en épicerie fine, sous les dénominations de « mousse », « moëlleux » ou « beurre de crabe. »